# Vikingeskibsmuseet
 For alternative betydninger, se Vikingeskibsmuseet (Oslo). (Se også artikler, som begynder med Vikingeskibsmuseet (Oslo))
Vikingeskibsmuseet er et museum i Roskilde. Vikingeskibsmuseet er Danmarks museum for skibe, søfart og bådebygningskultur i oldtid og middelalder. Den ældste del af museet, Vikingeskibshallen, åbnede i 1969. Museet ligger lige ned til Roskilde fjord, og Vikingeskibshallen har vandet som levende bagtæppe.

## Museets historie
Vikingeskibsmuseet i Roskilde blev etableret på baggrund af fundene fra Skuldelev i 1962. De fem skibe skulle udstilles et sted og derfor byggede man et nyt museum til disse skibe. I 1969 åbnede museet for gæster, og det var nu muligt at se de 5 Skuldelevskibe udstillet. Vikingeskibshallen er tegnet af Erik Christian Sørensen, og tanken var at bygningen skulle være som en stor montre omkring de fem skibe. På museet vises også skiftende særudstillinger og film om udgravningen af skibene. 
I 1997 udvidedes Vikingeskibsmuseet med Museumsøen, hvor et bådeværft blev etableret. Her bliver der bygget skibe, og det er her at de rekonstruerede skibe er blevet til. Størstedelen af året kan museets omfattende bådsamling ses i Museumshavnen. Om vinteren ligger museets skibe og både på land. På Museumsøen findes også Café Knarr, Skoletjenesten, aktivitetsværksteder samt konference- og mødelokaler. 

### Vikingeskibsmuseets forskning
Vikingeskibsmuseet er kendetegnet ved et tværfagligt forskningsmiljø, hvor håndværkere, akademikere og sejlere tilsammen udforsker fortidens maritime kulturhistorie. Deres arbejde tager udgangspunkt i det metodiske tilgange fra såvel den eksperimentelle som den maritime arkæologi. 
Vikingeskibsmuseet i Roskilde varetager det marinarkæologiske ansvar for alle kulturhistoriske perioder på dansk søterritorie øst for Storebælt. Museets forskning tager afsæt i ansvarsområdet og er særligt koncentreret om vikingetid samt skibs-, søfarts- og bådebygningskultur. 
Museets resultater bidrager til den maritime forskning nationalt og internationalt, og skriver sig ind i den forskning, der foregår på et bredere felt, og bliver dermed relevant for et bredt kulturhistorisk forskningsmiljø i ind- og udland.
Både grundforskningen og den anvendte forskning, udnytter museets samling, og resultaterne formidles gennem publikationer, udstillinger, museets hjemmeside og andre formidlingsplatforme.
Museet er en stor institution som fokuserer på at give gæsterne en særlig oplevelse, og lære mere om vikingetiden. Udover at være en stor turistattraktion er museet også en stor forskningsinstitution. 
Under Stormen Bodil i begyndelsen af december måned 2013 blev store mængder vand presset ind i fjorden, og vandstanden steg til 2,06 meter over normal vandstand, hvilket var over museets ruder. Vandpresset truede med at sprænge vinduerne, og håndværkere og museets ansatte kæmpede hele natten for at forstærke ruderne for at beskytte de uerstattelige skibsvrag inde i museet. Skaderne blev opgjort til 11,5 mio. kr.
I slutningen af 2016 var museet igen i fare for oversvømmelser, da store mængder vand blev presset ind i Roskilde Fjord under Orkanen Urd den 25. og 26. december, dog uden at der skete noget. Når stormflod truer, overdækkes skibene med plastik for at mindske skader hvis bølgerne bryder igennem væg og glas. I 2024 valgtes at bruge 310 millioner kr på at bygge et nyt museum længere inde på land til skibene, og bevare det meste af den gamle betonbygning.

## Vikingeskibene

### De originale vikingeskibe
På museet er fundene af de fem Skuldelevskibe udstillet. Udover de dem skibe, er der også andre udstillinger som fortæller om vikingernes liv.  
- Skuldelev 1
- Skuldelev 2
- Skuldelev 3
- Skuldelev 5
- Skuldelev 6

Skibene er navngivet efter byen Skuldelev, fordi de blev fundet ude i Roskilde fjord ud for Skuldelev i 1962. Det mest komplette af skibene er Skuldelev 3. 
Årsagen til, at der ikke findes en Skuldelev 4 er, at forskerne troede, at Skuldelev 2 var to forskellige skibe, fordi resterne blev fundet to forskellige steder. De to fund blev navngivet Skuldelev 2 og Skuldelev 4. Bådnumrene er ikke ændret.

### Rekonstruktioner
På Museumsøen findes et bådværft med rekonstruktioner af de gamle Skuldelev-skibe, samt andre vikingeskibe. Bådene bliver bygget med den samme type værktøj som vikingernes. Det er et tidskrævende arbejde at identificere de nøjagtigt anvendte typer af værktøj, og det har kun været muligt i kraft af internationalt samarbejde. Værftet bygger fortsat rekonstruktioner af større og mindre skibe fra vikingetiden og den tidlige middelalder. Formålet med bygningen er at dokumentere, hvordan skibene skal sejles samt hvilke udfordringer, der er ved at bygge og vedligeholde sådanne skibe. 
Indtil videre består samlingen af rekonstruerede skibe fra vikingetid og middelalder blandt andet af: 
- Roar Ege af Roskilde (Skuldelev 3). Rekonstruktionen blev søsat 1984 og er i dag sat på magasin
- Helge Ask af Roskilde (Skuldelev 5). Søsat i 1991
- Kraka Fyr (Skuldelev 6). Søsat i 1998
- Ottar af Roskilde (Skuldelev 1). Søsat i 2000
- Havhingsten fra Glendalough (Skuldelev 2). Søsat i 2004
- Skjoldungen (Skuldelev 6). Søsat i 2012
- Estrid Byrding (Skuldelev 3). Søsat i 2022
- Joanna af Roskilde (den lille Gokstadfæring). Bygget i 1998
- Eik Sande (den store Gokstadfæring). Bygget i 2013
- Karl (den lille Gokstadfæring) Bygget i 2015
- Gisle (Gislingebåden). Bygget 2015
- Langòe (Gislingebåden) Bygget i 2016-2017

Læs mere om museets rekonstruktioner her: https://www.vikingeskibsmuseet.dk/fagligt/museets-baadsamling
Den lille Gokstadfæring er også bygget som del af formidlingsopgaver på museer i både Danmark, Irland, Canada og Frankrig. Hertil kommer flere mindre fartøjer som udspændte stammebåde fra norden og sivbåde fra Mellemamerika.
Fra 1. maj til 30. september er der mulighed for at få sejlture i fartøjer, som bygger på samme tradition som Vikingeskibene.
Rekonstruktionen af "Skuldelev 2" Havhingsten fra Glendalough var på sommertogt i 2007 fra Roskilde via Norge og norden om Skotland til Dublin, hvor skibet overvintrede på det irske nationalmuseum inden det i 2008 returnerede til Roskilde via Den Engelske Kanal og Nordsøen.

## Andre rekonstruerede skibe
Vikingeskibsmuseet har i samarbejde med Middelaldercentret ved Nykøbing Falster rekonstrueret to handelsskibe fra middelalderen, der bruges i formidlingen på Middelaldercentret. Det ene er Gedesbyskibet fra omkring år 1300, der blev fundet i 1985. Det blev rekonstrueret fra 1993 til 1995 og søsat under navnet Agnete. Efter yderligere studier på Vikingeskibsmuseet, blev der fremstillet et kastel til Agnete i 2006.
Det andet af en rekonstruktion af Bredfjedskibet fra omkring år 1600, der blev fundet i 1993 og rekonstrueret i perioden 1999 til 2001, hvorefter det blev søsat under navnet Sophie.
I 2013 viste det sig, at træet i Sophie var angrebet så voldsomt af svamp, der havde siddet i træet fra begyndelsen, at det bliver sænket. Forskere og studerende på marinearkæologi vil således få mulighed for at bruge skibet til forskning og uddannelse.

## Galleri
- Museumshallen med Skuldelev 2
- Skuldelev 3
- Skuldelev 3